# Pécsi Mecsek Futball Club
Il Pécsi Mecsek Futball Club è una società calcistica con sede a Pécs, in Ungheria. Milita nel Nemzeti Bajnokság II, la seconda divisione del campionato ungherese di calcio.
Nella sua storia ha vinto una Coppa d'Ungheria nel 1990, mentre in campionato il risultato migliore è il secondo posto conquistato nella stagione 1985-1986.
A livello internazionale il massimo risultato è il raggiungimento degli ottavi di finale nella Coppa delle Fiere 1970-1971, dove viene eliminato dalla Juventus.

## Storia
Il club nasce nel 1950 come Pécsi Dózsa. Disputa per la prima volta il massimo campionato ungherese nella stagione 1955, per retrocedere al termine del Nemzeti Bajnokság I 1957-1958. Rimane in seconda divisione per una sola stagione, ma negli anni sessanta in campionato non va oltre la metà classifica. Sempre nel decennio incontra il Padova nella semifinale della Coppa Piano Karl Rappan 1962-1963, ma è nettamente battuto dagli italiani. Un'altra partecipazione ad una competizione europea avviene negli ottavi di finale della Coppa delle Fiere 1970-1971, ma è sempre una squadra italiana ad interrompere il cammino degli ungheresi, la Juventus.

Un momento della sfida del 1970 tra l'allora Pécsi Dózsa e la Juventus, negli ottavi della Coppa delle Fiere: rimane questo il massimo traguardo internazionale raggiunto dal club.

Nel 1973 la squadra assume la denominazione attuale in seguito alla fusione di quattro squadre: il Pécsi Dózsa, il Ércbányász SC, il Helyipari SC e il Pécsi Építők. Nel 1974 si aggiunge una quinta squadra, il Pécsi Bányász, tuttavia il Pécs retrocede al termine della stagione 1974-1975. Tornato nel massimo campionato dopo due anni di assenza, la squadra raggiunge la finale della Coppa d'Ungheria nel 1978, dove viene sconfitto 4-2 dal Ferencváros ai tempi supplementari.
Dopo qualche campionato concluso piuttosto lontano dal vertice, il Pécs arriva secondo nel 1985-1986. Nella stagione successiva partecipa per la prima volta alla Coppa UEFA, ma viene eliminato al primo turno dal Feyenoord; sempre in quella stagione arriva per la seconda volta nella finale della coppa nazionale, dove viene sconfitto 3-2 dall'Újpest.
Il Pécs vince la Coppa tre stagioni dopo, nel 1990, battendo in finale l'Honvéd 2-0. Partecipa in questo modo alla Coppa delle Coppe, ma viene eliminato al primo turno dal Manchester United, futuro vincitore della coppa. In campionato ottiene però un buon terzo posto, e accede così alla Coppa UEFA 1991-1992; anche in questo caso non riesce però a superare il primo turno. Pochi anni dopo retrocede nuovamente, al termine dalla stagione 1996-1997, dopo essersi salvato allo spareggio nel campionato precedente. Riconquista la massima divisione durante la sosta invernale del campionato 1999-2000: sostituisce infatti a campionato in corso il Gázszer FC, prendendone gli stessi punti.
Il Pécs trascorre gli anni duemila tra la prima e la seconda divisione. Vince il campionato cadetto in due occasioni, l'ultima delle quali nella stagione 2010-11. La stagione 2011-2012 segna il ritorno in massima serie, e viene conclusa al dodicesimo posto.

## Cronologia del nome
- 1950 : Pécsi Dózsa
- 1956 : Pécsi Baranya Dózsa SC
- 1957 : Pécsi Dózsa SC
- 1973 : fusione con il Pécsi Bányász SC, il Pécsi Ércbányász SC, il Pécsi Helyiipar SK e l Pécsi Ép nel Pécsi MSC
- 1995 : Pécsi MFC

## Palmarès

### Competizioni nazionali
- Coppa d'Ungheria: 1

1989-1990
- Nemzeti Bajnokság II: 6

1958-1959 (ovest), 1976-1977, 1978-1979 (ovest), 2002-2003, 2005-2006 (ovest), 2010-2011 (ovest)
- Nemzeti Bajnokság III: 1

2019-2020 (Girone Közép)

### Altri piazzamenti
- Campionato ungherese:

Secondo posto: 1985-1986
Terzo posto: 1990-1991
- Coppa d'Ungheria:

Finalista: 1977-1978, 1986-1987
Semifinalista: 1973-1974
- Coppa di Lega ungherese:

Finalista: 2008-2009
Semifinalista: 2012-2013
- Nemzeti Bajnokság II:

Terzo posto: 2000-2001, 2006-2007, 2008-2009, 2009-2010
- Nemzeti Bajnokság III:

Secondo posto: 2017-2018 (girone centro)
- Coppa Piano Karl Rappan:

Semifinalista: 1962-1963

## Pécsi MFC nelle coppe europee
| Stagione | Competizione      | Turno         | Nazione                | Avversario            | Andata | Ritorno | Totale        |
| -------- | ----------------- | ------------- | ---------------------- | --------------------- | ------ | ------- | ------------- |
| 1970-71  | Coppa delle Fiere | Trentaduesimi | Romania (bandiera)     | Universitatea Craiova | 1-2    | 3-0     | 4-2           |
|          |                   | Sedicesimi    | Inghilterra (bandiera) | Newcastle United      | 0-2    | 2-0     | 2-2 (5-3 dcr) |
|          |                   | Ottavi        | Italia (bandiera)      | Juventus FC           | 0-2    | 0-1     | 0-3           |
| 1986-87  | Coppa UEFA        | Trentaduesimi | Paesi Bassi (bandiera) | Feyenoord Rotterdam   | 1-0    | 0-2     | 1-2           |
| 1990-91  | Coppa delle Coppe | Sedicesimi    | Inghilterra (bandiera) | Manchester United     | 0-2    | 0-1     | 0-3           |
| 1991-92  | Coppa UEFA        | Trentaduesimi | Germania (bandiera)    | Stoccarda             | 1-4    | 2-2     | 3-6           |

## Giocatori celebri

### Vincitori di titoli
Calciatori campioni olimpici di calcio
- Antal Dunai (Tokyo 1964)